# クレヨンしんちゃん 激突! ラクガキングダムとほぼ四人の勇者
『クレヨンしんちゃん激突！ラクガキングダムとほぼ四人の勇者』（クレヨンしんちゃん げきとつ！ラクガキングダムとほぼよにんのゆうしゃ）は、2020年9月11日に公開された日本のアニメーション映画で、クレヨンしんちゃん劇場映画28作目の劇場公開作品である。クレヨンしんちゃん生誕30周年記念作品。
本作は『雲黒斎の野望』（1995年）以来となる臼井の原作漫画を原案とした作品であり、単行本23巻に収録されている外伝『ミラクル・マーカーしんのすけ』を元にしている。
当初は2020年4月24日公開予定とされていたが、新型コロナウイルス感染症感染拡大の影響で、2020年4月3日に公開日の延期を発表。8月1日、公開日が9月11日に決定したことを発表。社会的状況による公開延期はシリーズ初であり、4月以外の公開はシリーズ第1作『アクション仮面VSハイグレ魔王』（1993年）以来約27年ぶりとなった。
テレビシリーズから鬼瓦築造が初登場している（声付きでは劇場版初で声なしでの登場は、『襲来!!宇宙人シリリ』が初）。
本作でもエンドロール後にしんのすけが登場するおまけ映像として次回作の予告が流れ、12月14日に正式な副題が『謎メキ!花の天カス学園』であると発表された。

## あらすじ
地上の人々の落書きをエネルギーとして空に浮かぶ「ラクガキングダム」は、落書きをする人達の減少に伴うエネルギー不足により存亡の危機に立たされていた。王国軍は無理矢理落書きをさせるために「ウキウキカキカキ作戦」を遂行すべく地上に降り立ち、春日部への侵攻を開始した。
これを阻止すべく、ラクガキングダムの姫は描いたものを実体化させる力を持つ王国の秘宝「ミラクルクレヨン」を宮廷画家を通して地上の勇者に託すことにしたが、それを入手したのは野原しんのすけであった。
しんのすけと彼の落書きで実体化したぶりぶりざえもん、ニセななこ、ブリーフの4人は勇者として春日部を奪還すべく動き出した。

## 本作のキャラクター
ニセななこ、ぶりぶりざえもん、宮廷画家は原作となる『ミラクル・マーカーしんのすけ』にも登場するが、その他は本作オリジナルのキャラクターである。

### 勇者
ブリーフ
富士山麓に紙飛行機で辿り着いたしんのすけがミラクルクレヨンで靴下の次に生み出した2日目のパンツで、しんのすけからは2日目の臭いがすると言われた。一行の中では真面目で義務感が強く、常にしんのすけをサポートしていた。しんのすけがライン引きで巨大ぶりぶりざえもんを描こうとした時、絵が完成する寸前にラインパウダーが無くなり、ミラクルクレヨンで出来てる自身を犠牲に身体を引き伸ばされて絵を完成した事で消滅した。
ニセななこ
山の中のキャンプ場でしんのすけがななこをイメージして生み出した。ただし、しんのすけが怖がるほど顔は似ても似つかず「しんちゃん、好きよ」しか喋れない。しんのすけには一貫して献身的で、車から飛ばされたしんのすけを助けたり、皮を剥いたビワを差し出したりしている。リンゴ・イチゴに囲まれてミラクルカメラで捕らわれそうになったしんのすけを雨に濡れて消える事を犠牲にしてミラクルカメラをしんのすけに渡すように立ち向い、その後消滅した。
ぶりぶりざえもん
幹線道路沿いで空腹になったしんのすけが「救いのヒーロー」として生み出された。やる気がなく直ぐに裏切り、大した活躍をしなくてもお助け料を請求する。ミラクルクレヨンの最後の欠片を拾った時も寝返ろうとしたが、母を助けようとするユウマに欠片を渡した。その後、バイクで逃走したものの防衛大臣と鬼軍曹に捕まって木に縛られ吊るされたまま雨に濡れてしまい、しんのすけに看取られながら消滅した。終盤しんのすけ一同によって巨大ぶりぶりざえもんとして再び生み出されて地上に落下してきたラクガキングダムを救い、直後に自身も上昇するラクガキングダムへと導かれていった。
ユウマ
いつもタブレットを持っているおとなしい6歳の少年。神奈川県相模湖湖畔で居酒屋・珍珍海（ちんちんかい）を経営している母親と共に暮らしている。春日部に住む祖母の見舞いへ行ったきりで帰って来なくなった母親を待っていた時に、空腹で食べ物の匂いで誘われたしんのすけ・ブリーフ・ニセななこ・ぶりぶりざえもんと出会いカレーライスを差し出した。どちらも春日部を目的地としていた事が一致し、母親を探すためにしんのすけと同行する。しんのすけの積極的な行動に勇者として尊敬を抱くようになり、自分もそうなりたいと思うようになる。タブレットを器用に使いこなしてしんのすけ達をサポートし、しんのすけがラインパウダーで巨大ぶりぶりざえもんを描いてる情報をひろしのスマホに転送する等もしていた。ミラクルクレヨンを全て使い切った事に罵声してラクガキングダムの墜落に恐れて逃げた市民をサトーココノカドーの放送室を利用して協力するよう説得させた。墜落を免れた後は姫にタブレット等で描いたラクガキはネット上で公開され保存もされている事を伝えた。

### ラクガキングダム

#### 王族と関係者
ラクガキング
ラクガキングダムの王様。防衛大臣達の反対に遭い拘束される。普段は巨大な姿をしているが、中身は落書きの国らしい姿であり、序盤では宮廷画家が描いたキャンパスにも登場している。
姫
正義感の強いラクガキングダムの姫。防衛大臣の強硬策ウキウキカキカキ作戦に対し、ミラクルクレヨンを勇者へ送るべく宮廷画家にクレヨンを託してラクガキングダムから投げ飛ばしたが、ラクガキ兵士に捕らわれてラクガキングと共に拘束された。後半脱出しユウマと出会い行動を共にする。
宮廷画家
王の絵を描く宮廷画家。姫にミラクルクレヨンを託されしんのすけに渡す。その後、ラクガキ兵士に捕らわれてラクガキングと姫と共に拘束された。
原作における「絵の精」に当たるキャラクターで、容姿やしんのすけにアイテムを授けるポジションは共通するが、本作ではラクガキングダムに所属する人物として設定されている。

#### 大臣
大臣らで多数決をとりキングを拘束する。防衛大臣以外は城から出ることもなく特に行動しない。
防衛大臣
国の現状を憂いでおり、ラクガキングダムを維持するためにウキウキカキカキ作戦を実行してラクガキング達を拘束した。ミラクルクレヨンを取り返すために地上へ降りて鬼軍曹と共に行動しぶりぶりざえもんを拘束した。後にウキウキカキカキ作戦が失敗した事で自らの間違いに気付いて反省し、国を守る事に尽くそうとしていたためラクガキングから許しを得られた。
エナジー大臣
エネルギーのスペシャリスト。
石器時代人
小さなマンモスを多頭飼いしているワンレンボディコン。
魔法使い
カラーコーディネーター。
食料大臣（兄） / 食料大臣（弟）
兄はコック帽、弟はホットドックの姿。

#### 臣下・兵士
地上で作戦を遂行する。
リンゴ / イチゴ / メロン
地上で子供たちに落書きを描かせる指揮官たち。デパートとふたば幼稚園を占拠し子供に絵を描かせる。
鬼軍曹
作戦の実行指揮。筋骨隆々のスキンヘッドで局部は筆洗いバケツで隠してる。防衛大臣と共に地上へ降りて行動する。
ローラー兵士
巨大なローラースケート靴に乗る2人の緑の兵士。エスカレータ前でしんのすけたちを待ち伏せる。終盤は巨大ぶりぶりざえもんを完成させるために描くしんのすけ達と共に協力した。
スプレー兵士
腰に何個もスプレーを巻き付けた兵士。デパ地下でしんのすけたちを待ち伏せる。ローラー兵士同様、巨大ぶりぶりざえもんを完成させるためにしんのすけ達と共に協力した。
ラクガキ兵士
絵筆兵と鉛筆兵がいる。

### その他
ユウマの母
相模湖湖畔で居酒屋・珍珍海（ちんちんかい）を経営しているユウマの母親。母子家庭。春日部にユウマの祖母の見舞いに行った時に騒動に巻き込まれる。

## 用語
ラクガキングダム
空中に浮かぶ落書きたちが住む城。その住人たちは水に弱く、触れると溶けてしまう。地上の子供たちが落書きをしなくなったため、地上に落ちる危機を迎えている。
ミラクルクレヨン
ラクガキングダムで保管されていた、クレヨンの形をしたラクガキエナジーの塊。描いたものを実体化させることができ、地上のただ一人の勇者か王族しか使うことができない。またミラクルカメラで平面化された者を、円で囲むことで解放できる。実用性については描いた者の画力に依存する。描いたものはラクガキングダムの住民同様水に触れると溶けてしまう。
原作ではマーカーであるため「ミラクル・マーカー」という名称だったが、本作ではクレヨンに変更されている。
ミラクルカメラ
写した対象を壁や紙などに張り付けることができるカメラ。しんのすけ以外はその場から動くこともできない。
ウキウキカキカキ作戦
防衛大臣が強行する地上の子供達に強制的に落書きを描かせラクガキングダムを救おうとする作戦。一時的には成功するものの、子供に休ませることなく強要し続けたため次第に効果が無くなり頓挫する。
オエカキSUN、
眠そうになった子供を乗せ『マツケンサンバII』にノッて動かすことで子供に落書きを描かせようとする派手な椅子。しかし揺れすぎて描けない。

## 登場兵器・メカニック
自衛隊
74式戦車
春日部が王国軍の霧に覆われたことを受け、霧の中に突入するべく数両が春日部近郊に輸送される。隊員の無線通話より「駒門の戦車輸送隊」が戦車を輸送していることと、砲塔側面の部隊マークから、駒門駐屯地の第1戦車大隊所属車両と考えられる。
73式特大型セミトレーラ
春日部近郊へと74式戦車を輸送しており、その際に春日部を目指すしんのすけ一行が荷台へ勝手に乗り込む。「公道では夜間に先導車をつけて緑色の回転灯を発光させながら走行する」という現実の輸送方法に準拠した極めて忠実な描写がされている。
73式小型トラック（1/2tトラック）
パジェロベースの二期型。春日部に向かう自衛隊の車列を先導する。第2後方支援連隊輸送隊の所属を意味する「2後支‐輸」の文字が書かれているが、現実の同部隊は北海道の部隊である。ナンバープレートの数字は「28-9044」となっており、劇場映画「28」作目の本作『ク(9)レ(0)ヨン(4)し(4)んちゃん』からもじっている。
82式指揮通信車
春日部に向かう自衛隊の車列に含まれている。
軽装甲機動車
春日部に向かう自衛隊の車列に含まれているほか、先行した別の車両が春日部近郊で警戒に当たっている。
87式偵察警戒車
軽装甲機動車とともに、車列に先行して春日部近郊で警戒に当たっている。
高機動車
終盤に登場。市外に居た春日部住民を、騒動終了後に春日部に送り届ける。

## キャスト
- 野原しんのすけ - 小林由美子
- 野原みさえ - ならはしみき
- 野原ひろし - 森川智之
- 野原ひまわり - こおろぎさとみ
- シロ、風間トオル - 真柴摩利
- 桜田ネネ - 林玉緒
- 佐藤マサオ - 一龍斎貞友
- ボーちゃん - 佐藤智恵
- ぶりぶりざえもん - 神谷浩史
- ブリーフ - 冨永みーな
- ユウマ - 黒沢ともよ
- 園長先生 - 森田順平
- よしなが先生 - 七緒はるひ
- まつざか先生 - 富沢美智恵
- 上尾先生 - 三石琴乃
- 風間くんのママ - 玉川砂記子
- 隣のおばさん - 鈴木れい子
- 大原ななこ、ニセななこ - 伊藤静
- 神田鳥忍 - 大塚みずえ
- ふかづめ竜子 - 伊倉一恵
- 魚の目お銀 - 星野千寿子
- ふきでものマリー - むたあきこ
- チーター - 大塚智子
- 団羅座也 - 茶風林
- 鬼瓦築造 - 辻親八
- ラクガキング - 中田譲治
- 宮廷画家 - 平田広明
- 鬼軍曹 - 玄田哲章
- 魔法使い - 三ツ矢雄二
- 食料大臣（兄） - 飛田展男
- 石器時代人 - 井上喜久子
- エナジー大臣 - 小杉十郎太
- ローラー兵士 - 諏訪部順一
- ユウマの母 - 能登麻美子
- 小学校の先生 - 麻生智久
- 駅アナウンス - 大西健晴
- お年寄り - 瀧本富士子
- 市民 - 山本格、松本健太、田島章寛
- 自衛官 - 桂一雅、後藤光祐
- SNSの子 - 花藤蓮
- あおぞら教室係員 - 岩橋由佳、河村梨恵
- ラクガキ兵士 - 井之上潤、古賀明、安田陸矢、八幡諒
- 園児 - 橋本結、小泉瀬奈、久保田ひかり、今泉りおな、前田はる香
- 姫 - きゃりーぱみゅぱみゅ（ラクガキ応援大使）
- 食料大臣（弟） - 池田貴史
- リンゴ、イチゴ、メロン - りんごちゃん
- 防衛大臣 - 山田裕貴

## 制作

### ストーリー案
『雲黒斎の野望』（1995年）以来となる臼井の原作漫画を原案とした作品であり、単行本23巻に収録されている外伝『ミラクル・マーカーしんのすけ』を元にしている。原点回帰として登場キャラがシリーズ第1作『アクション仮面VSハイグレ魔王』（1994年）と似た役割を与えられている。登場人物は総勢50人以上で歴代映画史上最多となる。タイトルの「ほぼ四人の勇者」はユウマにとってはしんのすけと3人、しんのすけにとってはユウマと3人が勇者でそれぞれに違うということであり、お互いを尊重しあう意味も込められている。
本作では『爆発!温泉わくわく大決戦』（1999年）以来、ぶりぶりざえもんが台詞付きで登場し、キーパーソンの一人となる。ニセななこや絵の精（本作における宮廷画家）がほぼ原作通りの姿・設定で登場する。
監督を務める京極尚彦は制作開始時点で「絵の世界を具現化出来たら面白い」と考えていたが、その後原作漫画にそのような内容の話が存在することが判明し、脚本の高田亮と共にそのエピソードである『ミラクル・マーカーしんのすけ』をベースとしてストーリーを作成した。原作のストーリーを基に、ラクガキングダムの設定などが追加され、ファンタジーな世界観の作品となった。原作でしんのすけが描いたキャラクターのうち1体は映画だと描きにくいという理由で、本作のオリジナルキャラクターであるブリーフに代わっている。
劇中に登場する数々の落書きは春日部の幼稚園、保育所、小学校の児童たちに描いてもらっており、それをCGで動かしている。これらはオープニングでも使用されている。このため、劇場版では恒例だった石田卓也によるクレイアニメは本作ではエンディングでの使用となったが、京極は「『ラクガキングダム』というタイトルなのにラクガキから始まらないのは無いだろうと自分の中では決めていました」とその意図を語っている。また、本作の劇場版では初めてスタッフクレジットがオープニングではなく、作中に表記されている。

### スタッフ
本作の監督は2018年よりTVシリーズに参加している京極尚彦が、脚本は京極と本作が『クレヨンしんちゃん』シリーズ初登板となる高田亮が担当。11月17日に初解禁となったキービジュアルは漫画家・イラストレーターであり、『襲来!!宇宙人シリリ』（2017年）のコンセプトデザインや絵コンテなどを担当している久野遥子を起用。従来の作品とは一味違い、今作のテーマに通ずる「クレヨン」や「色鉛筆」を画材に使用した、優しいタッチで描かれている。

### ゲスト声優
2020年1月24日、山田裕貴がラクガキングダムの防衛大臣役として出演することが決定し、同年2月7日にはりんごちゃんが指導官のリンゴ・イチゴ・メロンの3役を演じ分ける形で出演することが決定した。そして、同年4月24日には、過去に15代目のオープニングテーマであった「キミに100パーセント」に起用され、テレビアニメにも本人役として出演したきゃりーぱみゅぱみゅがラクガキングダムの姫役として出演することが決定。

## スタッフ
- 原作 - 臼井儀人（らくだ社）
- 脚本 - 高田亮、京極尚彦
- 監督・絵コンテ - 京極尚彦
- 演出 - 河原龍太、鈴木大司
- キャラクターデザイン - 原勝徳、末吉裕一郎
- ラクガキングダムキャラクター - 姫田真武、ぬQ
- 作画監督 - 針金屋英郎、原勝徳、大森孝敏
- 動画検査 - 小原健二
- 色彩設計 - 今泉ひろみ
- 色指定・検査 - 渡邊絵梨、野間口麻美
- 美術監督 - 楜澤裕香、森尾麻紀
- コンセプトデザイン - 久野遥子
- 美術監督補佐 - 西村隆、三原伸明
- 美術アドバイザー - 野村可南子
- 美術設定 - 川井憲、森尾麻紀
- 撮影監督 - 梅田俊之
- 特殊効果 - 佐藤香織（アニメフィルム）
- CGI - つつみのりゆき、飯塚智香
- ラクガキワークス - 飯塚智香
- ねんどアニメ - 石田卓也
- 音響監督 - 大熊昭
- 音響効果 - Fizz Sound Creation 松田昭彦
- 音楽 - 荒川敏行、藤澤慶昌
- 編集 - 村井秀明
- 制作デスク - 佐藤創太
- 制作進行 - 佐藤喬彦、中野郁
- 制作事務 - 平山友紀
- プロデュース協力 - 吉田有希
- テレビアニメーションプロデューサー - 佐野敬信、馬渕吉喜
- プロデューサー - 近藤慶一、村上弓、鶴崎りか、鈴木健介
- 制作 - シンエイ動画、テレビ朝日、ADKエモーションズ、双葉社
- 配給 - 東宝

## 主題歌
2020年1月、レキシの「ギガアイシテル」が起用されることが発表され、3月7日放送分のテレビシリーズよりエンディング主題歌として起用された。男性アーティストが主題歌を担当するのは、高橋優の『ロードムービー』以来の3作ぶりとなる。また、レキシも映画本編に食料大臣（弟）役で出演することが決定しており、主題歌と声を両方担当する歌手は『オタケベ! カスカベ野生王国』（2009年）におけるジェロ以来となる。
- オープニングテーマ「マスカット」（セーニャ・アンド・カンパニー）
  - 作詞・作曲 - 北川悠仁 / 編曲 - TeddyLoid / 歌 - ゆず
- エンディングテーマ「ギガアイシテル」（ビクターエンタテインメント）
  - 作詞・作曲 - 池田貴史 / 編曲 - 池田貴史、山口寛雄 /  歌 - レキシ
- 劇中歌「マツケンサンバII」
  - 作詞 - 吉峰暁子 / 作曲 - 宮川彬良 / 歌 - りんごちゃん
  - メロンが同楽曲の替え歌かつオエカキSUNにアレンジされたバージョンを歌唱している。
- 劇中歌「立て! カンタムロボ」
  - 作詞 - 里乃塚玲央 / 作曲 - 真崎修 / 歌 - のはらしんのすけ（小林由美子）
- 劇中歌「喜びの歌 おぉキング!」
  - 作詞 - 高田亮 / 作曲 - 藤澤慶昌 / 歌 - Marie Kocho、國土佳音
- 劇中歌「やっちゃえば〜?」
  - 作詞 - 京極尚彦 / 作曲 - 藤澤慶昌 / 歌 - 春日部のみんな、北村凌駕、伊奈聖嵐、吉岡晴輝、上野琥子、周郷一颯、荻野くるみ、阿部せいら、國府田翔眞、角田菜乃佳、佐伯音和

## 関連企画・その他
本作の公開に合わせて、過去にしんのすけが画伯として活動し、ぶりぶりざえもんが活躍するエピソードを収録した「クレヨンしんちゃん きっとベスト☆爆発！しんちゃん画伯のラクガキ帳」が2020年4月3日にバンダイビジュアルより発売された。

## 映像ソフト化
2021年2月10日にBDとDVDがバンダイビジュアルより発売。